# 오구니촌 (후쿠시마현)
오구니촌(小国村)은 후쿠시마현 다테군에 있던 촌이다. 현재의 다테시 료젠정, 오구니, 가미오쿠니 및 후쿠시마시 오나미에 해당한다.

## 역사
- 1889년 4월 1일 - 정촌제 시행에 의해 시타오구니촌, 가미오구니촌, 오나미촌의 구역으로 성립하였다.
- 1955년
- 1월 31일 - 가케다정, 이시도촌과 합병해 료젠정이 성립하여, 동일 오구니촌이 폐지되었다.
- 3월 31일 - 구 료젠정의 일부가 후쿠시마시에 편입되었다.
- 2006년 1월 1일 -  다테정, 호바라정, 야나가와정, 쓰키다테정과 합병해 다테시가 성립하였다.

## 교통

### 도로
- 나카무라 가도(현:국도 115호선)

## 참고문헌
- 角川日本地名大辞典 7 福島県